# Єлизавета Олексіївна (імператриця)
Єлизавета Олексіївна (при народженні Луїза Марія Августа Баденська; 13 січня (24 січня) 1779 — 4 травня (16 травня) 1826) — російська імператриця, дружина імператора Олександра І, політикиня.

## Біографія
Луїза Марія Августа була третьою із восьми дітей Баденського принца Карла Людвіга та його дружини Амалії принцеси Гессен-Дармштадської, які, не дивлячись на невеликі статки родини, дали доньці гарну освіту та виховання.
Російська імператриця Катерина ІІ звернула увагу на 11 річну Луїзу як на майбутню супутницю життя свого внука Олександра I, тому вона була привезена до Петербурга, де восени 1793 року справили весілля. Луїза прийняла православну віру із новим ім'ям Єлизавета Олексіївна та доволі швидко й досконало вивчила російську мову. Їй подобалося навчатися усього нового. Серед захоплень майбутньої імператриці  — історія, філософія, географія.
Щасливий початок подружнього життя був недовгим — Олександр почав зраджувати Єлизаветі, навіть не приховуючи своїх відносин з іншими жінками.
Єлизавета Олексіївна, від природи хвороблива, але дуже чуйна, розумна та приваблива жінка, доволі важко переживала таке до себе ставлення. Але молодість вимагала кохання, і недивно, що вона мала романи. Серед чоловіків, які зуміли полонити її серце, були князь Адам Чарторийський та штабсротмістр Олексій Охотніков. 
Не дивлячись на холодність із боку Олександра, Єлизавета Олексіївна завжди підтримувала свого чоловіка у скрутні хвилини, була вірним другом та порадником, особливо під час війни з Наполеоном (1812 р.), коли супроводжувала його у військових походах. Вона стала імператрицею, яка отримала високе визнання в Європі після перемоги над Францією. Поети присвячували їй поетичні рядки, а народ — зводив тріумфальні арки. Єлизавета Олексіївна вела скромний спосіб життя, витрачаючи кошти на благодійність.
Останні місяці свого життя імператриця провела зі своїм чоловіком у Таганрозі, де намагалася покращити здоров'я. Там вони жили спокійним провінційним життям, даруючи один одному любов та турботу. Важко захворівши, Олександр І помер1 грудня 1825 року , смерть якого підірвала і без того слабке здоров'я Єлизавети. Померла 16 травня 1826 року,,віці 47 років.